# Tat'jana Kurtukova
Tat'jana Sergeevna Kurtukova, coniugata Makeeva (in russo Татьяна Сергеевна Куртукова?; Chabarovsk, 9 settembre 1993), è una cantante e pedagogista russa.

## Biografia
Kurtukova, figlia di una politologa e un ingegnere, si è avvicinata alla musica da piccola e si è in seguito trasferita a Penza, dove ha trascorso l'infanzia; nella città ha frequentato una scuola d'arte, dove ha imparato a suonare il pianoforte. Ha dopodiché continuato il proprio percorso di studi presso l'Istituto statale di musica e pedagogia «M. M. Ippolitov-Ivanov».
È salita alla ribalta col successo Matuška (2022); il brano, che celebra l'identità e la cultura russa, è stato scritto e composto da Petr Andreev, ed è stato descritto dall'interprete come «parzialmente provocatorio» per via delle tematiche affrontate. Inizialmente autopubblicato nel 2018, è stato rilanciato dalla Gamma quattro anni più tardi durante l'invasione russa dell'Ucraina. È stato esibito in diversi contesti e programmi televisivi, ed è stato riconosciuto con due premi Viktorija, uno per la canzone dell'anno e l'altro per la cantante femminile dell'anno. Si tratta di uno degli estratti dell'EP d'esordio U istoka, messo in commercio nel novembre 2024; esso include anche Odnogo, il suo secondo ingresso in top five nella neonata Top Internet Hits Russia Weekly Chart della Tophit, basata esclusivamente sul consumo digitale, e promosso da un video diffuso nell'aprile 2025. Matuška, spinto altresì radiofonicamente, è stato eseguito dal vivo durante la gala musicale di Muz-TV due mesi dopo, dove è stato premiato nella categoria di canzone dell'anno.
Kurtukova ha esordito sul podio della Top Internet Artists Russia Monthly Chart dell'intero marzo 2025, compilata sulla base della popolarità riscontrata sui servizi musicali.

## Discografia

### EP
- 2024 – U istoka

### Singoli
- 2022 – Matuška
- 2022 – Russkaja zima
- 2023 – Glaza
- 2023 – Rodniki
- 2023 – Ja ljubila sokola
- 2024 – Romaška-Vasilëk
- 2024 – Odnogo
- 2024 – Ozëra sinie
- 2025 – Nalivnoe jabločko
- 2025 – Russkaja doroga